# Alkestis (Euripides)
Alkestis (Oudgrieks: Ἄλκηστις, Latijn: Alcestis) is een toneelwerk van de Griekse tragediedichter Euripides. Het stuk werd voor het eerst opgevoerd in 438 v.Chr., en is daarmee het vroegste ons bekende toneelwerk van Euripides. Alkestis was het laatste deel van een tetralogie, een plaats die normaliter voor satyrspelen was gereserveerd. Ondanks deze plaatsing en ondanks enkele "komische" passages, zoals de dronkenschap van Herakles, moet Alkestis veeleer als een tragedie worden beschouwd. Het behaalde een tweede prijs bij de Dionysia.
Het Alkestis-gegeven is in later eeuwen vele malen opnieuw gebruikt, onder anderen door Christoph Willibald Gluck, Georg Friedrich Händel, Jean-Baptiste Lully, Maurice Valency, Erwin Wickert en Marguerite Yourcenar

## Inhoud

### Dramatis personae
- Apollon
- Thanatos
- Mannen van Pherai, koor
- Dienstmeid
- Alkestis, vrouw van Admetos
- Admetos, koning van Pherai
- Eumelos, zoontje van Admetos en Alkestis
- Herakles
- Pheres, vader van Admetos
- Dienaar

### Samenvatting
De nobele (of eerzuchtige?) Alkestis geeft haar eigen leven om dat van haar man Admetos te redden. Herakles, die toevallig langskomt (en eerst de tijd neemt om uitgebreid te gaan tafelen en dronken wordt, dit echter omdat hij in eerste instantie niet wist dat zijn vriend Admetos om de dood van zijn vrouw rouwde (Dit had Admetos hem niet verteld, hij komt er echter achter via een dienaar)), zal Alkestis met geweld uit de Onderwereld terughalen. Hij geeft haar terug aan Admetos, maar stelt eerst diens huwelijkstrouw (met dubieus succes) op de proef.
Alkestis mag, nadat Herakles de Dood (Thanatos) heeft overwonnen en haar daarmee weer tot leven heeft gewekt, drie dagen niet eten of spreken.

## Nederlandse vertalingen
- 1694 - Admetus, en Alcestis - P. Nuyts
- 1819 – Alcestis – Samuel Iperusz. Wiselius (bewerking)
- 1864 – Alcestis – S.J.E. Rau
- 1918 – Alkestis – C. Deknatel
- 1920 – Alkestis – Willem Kloos
- 1922 – Alkestis – J. Berlage
- 1943 – Alkestis – J.M. van Buytenen
- 1946 – Alcestis – Eric van der Steen
- 1955 – Alcestis – Emiel De Waele
- 1967 – Alcestis – L.J. Elferink
- 1988 – Alkestis – Gerard Koolschijn
- 2003 – Alcestis – Willy Courteaux
- 2006 – Alkestis – Bernard Dewulf (in de bewerking van Ted Hughes)
- 2018 – Alkestis – Johan Boonen